# هوار ملا محمد
هوار ملا محمد طاهر زیباری (۱ ژوئن ۱۹۸۱ در موصل، عراق) بازیکن فوتبال بازنشستهٔ کرد اهل عراق است.
وی سابقه بازی در تیم‌های نیروی هوایی، الانصار، آپولون لیماسول، العین، الخور، آنورتوسیس فاماگوستا، پرسپولیس، استقلال، ذوب‌آهن و اربیل را دارد.

## افتخارات
- قهرمانی جام ملت‌های آسیا ۲۰۰۷ به همراه تیم ملی فوتبال عراق